# Тето Коломберо (Кунео)
Тето Коломберо је насеље у Италији у округу Кунео, региону Пијемонт.
Према процени из 2011. у насељу је живело 68 становника. Насеље се налази на надморској висини од 674 м.